# Route A87 (Grande-Bretagne)
Pour les articles homonymes, voir A87.

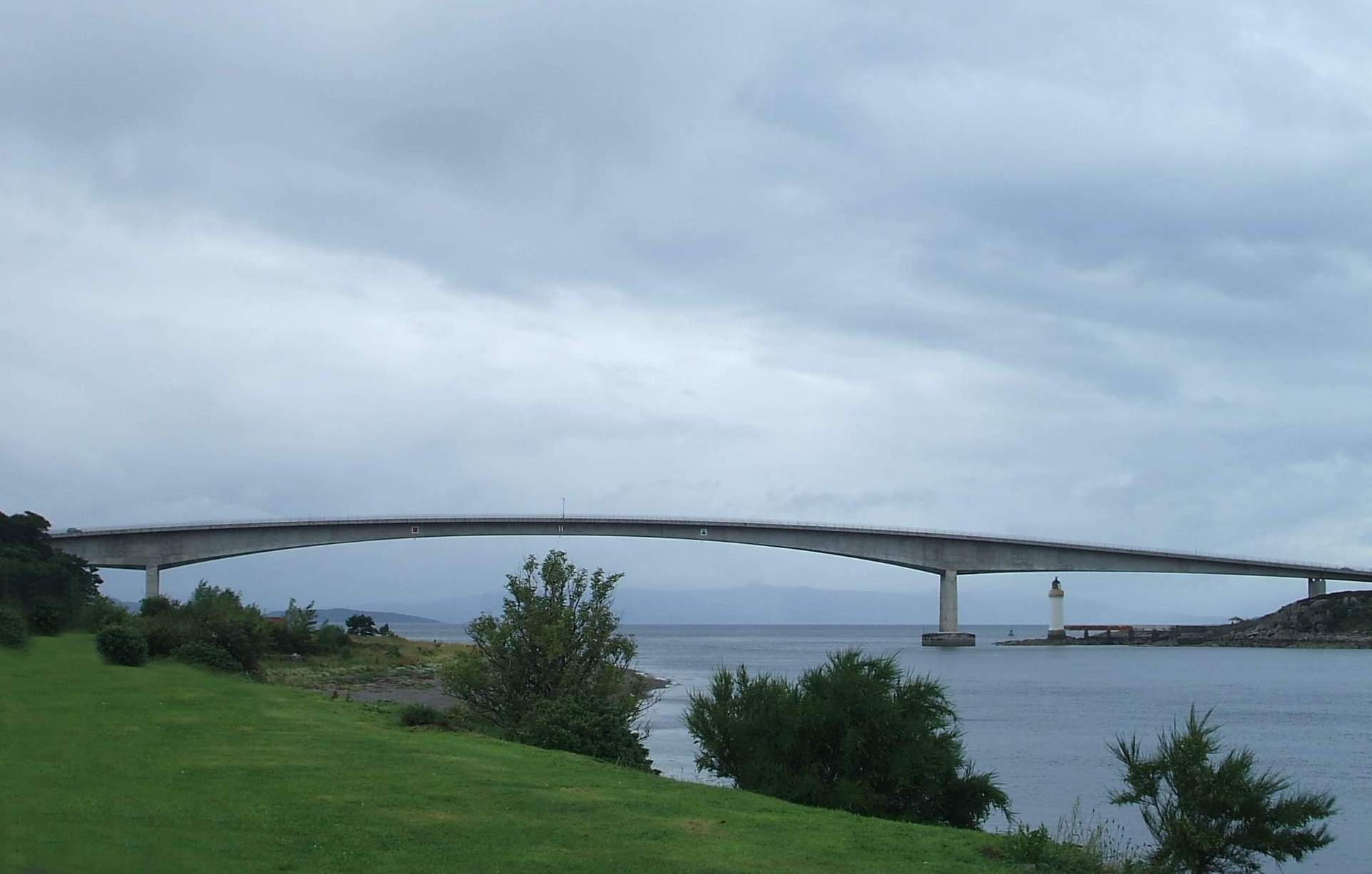
Vue du pont de Skye, tronçon de la route A87 permettant de relier les îles de Skye et de Grande-Bretagne.

La route A87 est une route du Royaume-Uni située dans le Nord de l'Écosse. Elle permet de relier le Great Glen, une vallée où se trouve notamment le loch Ness, à l'île de Skye plus à l'ouest, en passant par les Highlands. Sa longueur totale est d'environ 160 kilomètres.

## Tracé
Dans sa partie orientale, la route A87 est composée de deux tronçons débutant dans le Great Glen, à Invergarry et au loch Ness. Ils se rejoignent juste en aval du loch Cluanie puis la route le longe sur sa rive Nord. Elle rejoint ensuite le loch Duich via le glen Shiel et le contourne par l'est. Elle traverse ensuite le loch Long via un pont au niveau de Dornie et longe la rive Nord du loch Alsh avant d'accéder à l'île de Skye via un pont juste après Kyle of Lochalsh. Elle dessert ensuite la côte Nord et orientale de Skye et se termine à Idrigill, dans le Nord de l'île.